# NEC µPD7220
μPD7220 или NEC 7220 (контроллер высокопроизводительного графического дисплея 7220, англ. High-Performance Graphics Display Controller 7220) — графический процессор, способный рисовать линии, круги, дуги и символьную графику на растровом дисплее.

## Использование

Блок-схема µPD7220

Разработан компанией Nippon Electric Company (NEC) для эффективной поддержки набора символов кандзи. Чип впервые был использован в NEC N5200 и в более поздних компьютерах линейки APC, NEC PC-9801, дополнительном графическом модуле для DEC Rainbow, NCR Decision Mate V, Tulip System-1 и Epson QX-10.
μPD7220 был одной из первых реализаций процессора графического дисплея в виде одной интегральной микросхемы большой интеграции (LSI), позволяющей разрабатывать относительно недорогие высокопроизводительные видеокарты, например, от Number Nine Visual Technology. Являлся одним из самых известных графических чипов 1980-х годов.

## Технические характеристики
Контроллер может работать с дисплеем с разрешением максимум 1024 × 1024 пикселей и четырёхбитной глубиной цвета (16 цветов). Включал интерфейс светового пера, который синхронизировал тактовую частоту без дополнительной поддержки процессора. IBM PC совместимый вариант работал посредством шины ISA.